# 국가생명윤리심의위원회
국가생명윤리심의위원회(National Bioethics Committee , 國家生命倫理審議委員會)는 생명공학 분야에서 생명윤리와 안전에 관한 사항을 심의하는 대통령 소속 자문기구로, 2005년 4월 설립되었다.

## 관련법률
- 생명윤리 및 안전에 관한 법률

## 위원회 역할
- 국가생명윤리심의위원회는 「생명윤리 및 안전에 관한 법률」 제7조에 따라 다음의 사항을 심의하는 역할을 한다.

```
1) 국가의 생명윤리 및 안전에 관한 기본 정책 수립에 관한 사항
2) 공용기관생명윤리위원회 업무에 관한 사항
3) 인간대상연구의 심의 면제에 관한 사항
4) 인간대상연구 기록 보관 및 정보 공개에 관한 사항
5) 잔여배아를 이용할 수 있는 연구에 관한 사항
6) 연구의 종류 대상 및 범위에 관한 사항배아줄기세포주를 이용할 수 있는 연구에 관한 사항
7) 인체유래물연구의 심의 면제에 관한 사항유전자검사의 제한에 관한 사항
8) 그 밖에 생명윤리 및 안전에 관하여 사회적으로 심각한 영향을 미칠 수 있다고 판단하여 국가위원회 위원장이 회의에 부치는 사항
```

## 위원회 현황
- 2018년에 제5기 위원회가 출범하였으며, 과학계와 윤리계를 대표하는 위촉직 민간위원 14인과 당연직 정부위원 6인(교육부 장관, 미래창조과학부 장관, 법무부 장관, 산업통상자원부 장관, 보건복지부 장관, 여성가족부 장관)으로 구성되었다.

위원회 산하에는 5개 전문위원회(생명윤리·안전정책전문위원회, 배아전문위원회, 인체유래물전문위원회, 유전자전문위원회, 연구대상자보호전문위원회)를 두고 있으며, 전문위원회 외에 별도로 특별한 사안에 대한 심의의 전문성 확보를 위해 특별전문위원회를 둘 수 있다. 2015년에 위원회를 전문적 차원에서 보다 체계적으로 지원하기 위한 기관으로 국가생명윤리정책원을 지정했다.

## 같이 보기
- 국가생명윤리정책원